# Capão Redondo
Capão Redondo é um distrito pertencente à subprefeitura do Campo Limpo, na região sudoeste do município de São Paulo, no estado de São Paulo, no Brasil. Localiza-se a cerca de 16 quilômetros do marco zero da cidade. Conforme o censo demográfico 2022 do IBGE possui atualmente uma população de 270.767 habitantes, sendo o 3º distrito mais populoso da cidade.

## Topônimo
"Capão" é uma porção de floresta isolada no meio de um campo. O termo possui duas etimologias possíveis, ambas baseadas na língua tupi:
- "mata redonda", através da composição dos termos ka'a ("mata") e pu'ã ("redondo").[3]
- "ilha de mata", através da aglutinação dos termos ka'a ("mata") e 'ypa'ũ ("ilha").[4]

Atualmente, é possível encontrar no Parque Santo Dias, espécies da fauna e da flora remanescentes desta porção de Mata Atlântica original da região.

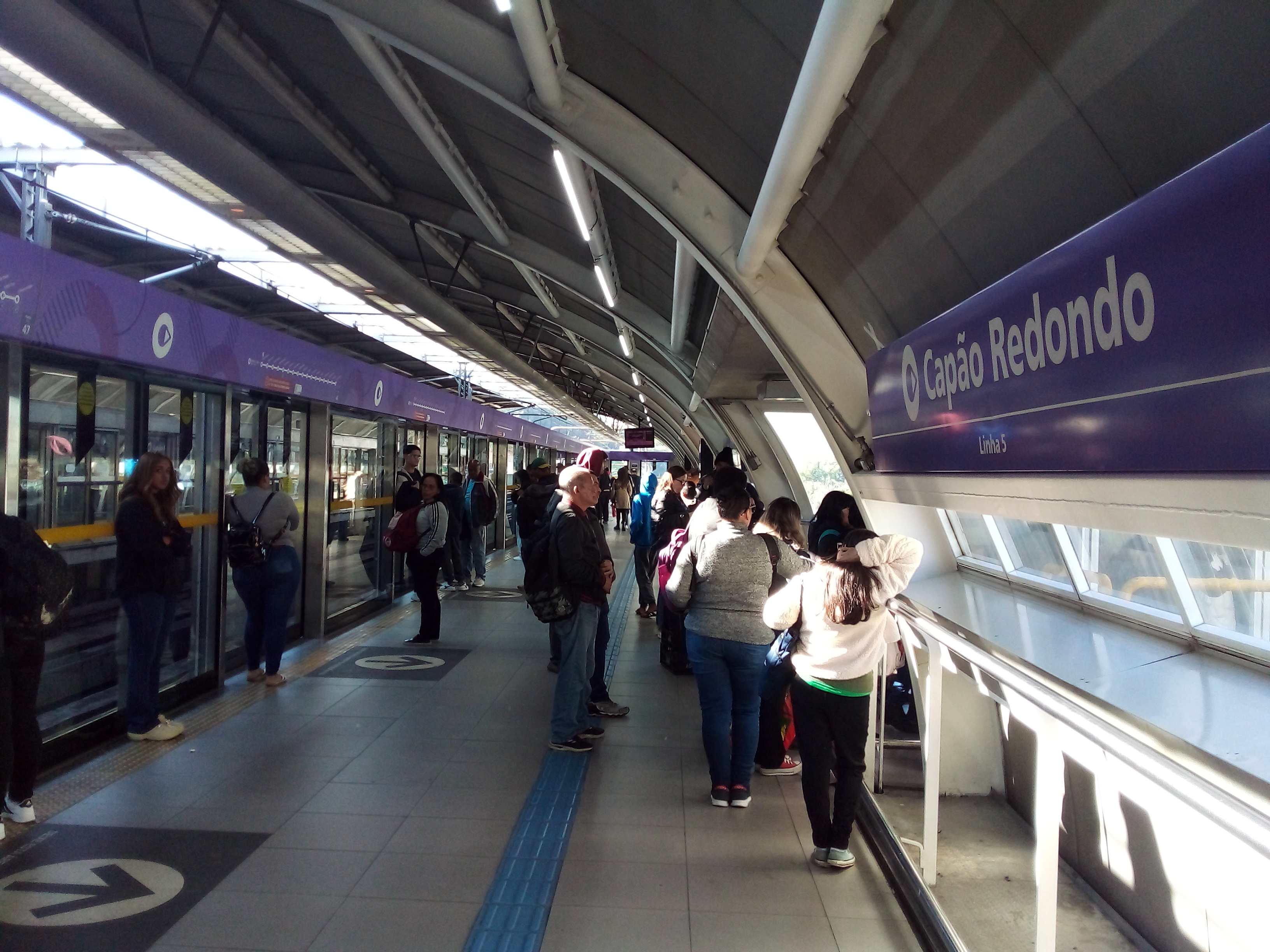
Estação Capão Redondo do metrô

## História
O distrito surgiu não muito distante de Guavirituba, atual M'Boi Mirim, nas imediações da Represa Guarapiranga, onde, segundo depoimento oral de antigos moradores do Jardim Ângela, gente que residia e trabalhava no centro da capital paulista se aventurava caçando, pescando e acampando na região praticamente despovoada dos sertões de Santo Amaro na segunda década do século XX. O nome de Capão Redondo foi dado ao distrito por seus primeiros moradores; o motivo que os levou a usarem esta denominação para o local foi existir, nesta região, um capão de araucárias, bem redondo, com cerca de cinquenta quilômetros de circunferência.
A primeira ocupação do Capão Redondo aconteceu nas imediações do Parque Santo Dias e da EMEF Ricardo Vitiello, nas confluências das Avenidas Solidariedade e Marmeleira da Índia com a Avenida Ellis Maas (que leva o nome de um dos diretores do Collegio Adventista, atual Centro Universitário Adventista de São Paulo, UNASP). A partir de 1915, foi construído um grande complexo de represas que existiu até os anos 1960. Hoje, é possível apenas visualizar o conjunto habitacional adventista, duas avenidas e um córrego bem poluído a céu aberto, denominado Moenda.
O distrito possui, hoje, uma infinidade de escolas, tanto privadas quanto públicas. No distrito, se localizam atualmente seis Escolas Adventistas, as escolas do Alvorada, Valo Velho, Campo de Fora, Jardim das Palmeiras, Jardim Lillá e Vila das Belezas, e os Colégios Adventistas Ellen White e Campo Limpo. Além da Universidade Adventista de São Paulo, UNASP. O distrito possui ainda os colégios católicos São Luiz de Gonzaga, São Vicente de Paulo e Santa Isabél; e os privados Perspectiva, Prisma, Morumbi Sul, Seiva e o Externato Elvira Ramos (o Colégio Elias Maas fechou em 2012). Há vários colégios estaduais e municipais, tais como os Colégios Beatriz de Quadros leme, Afiz Gebara, Joiti Hirata e Maud Sá de Miranda Monteiro.

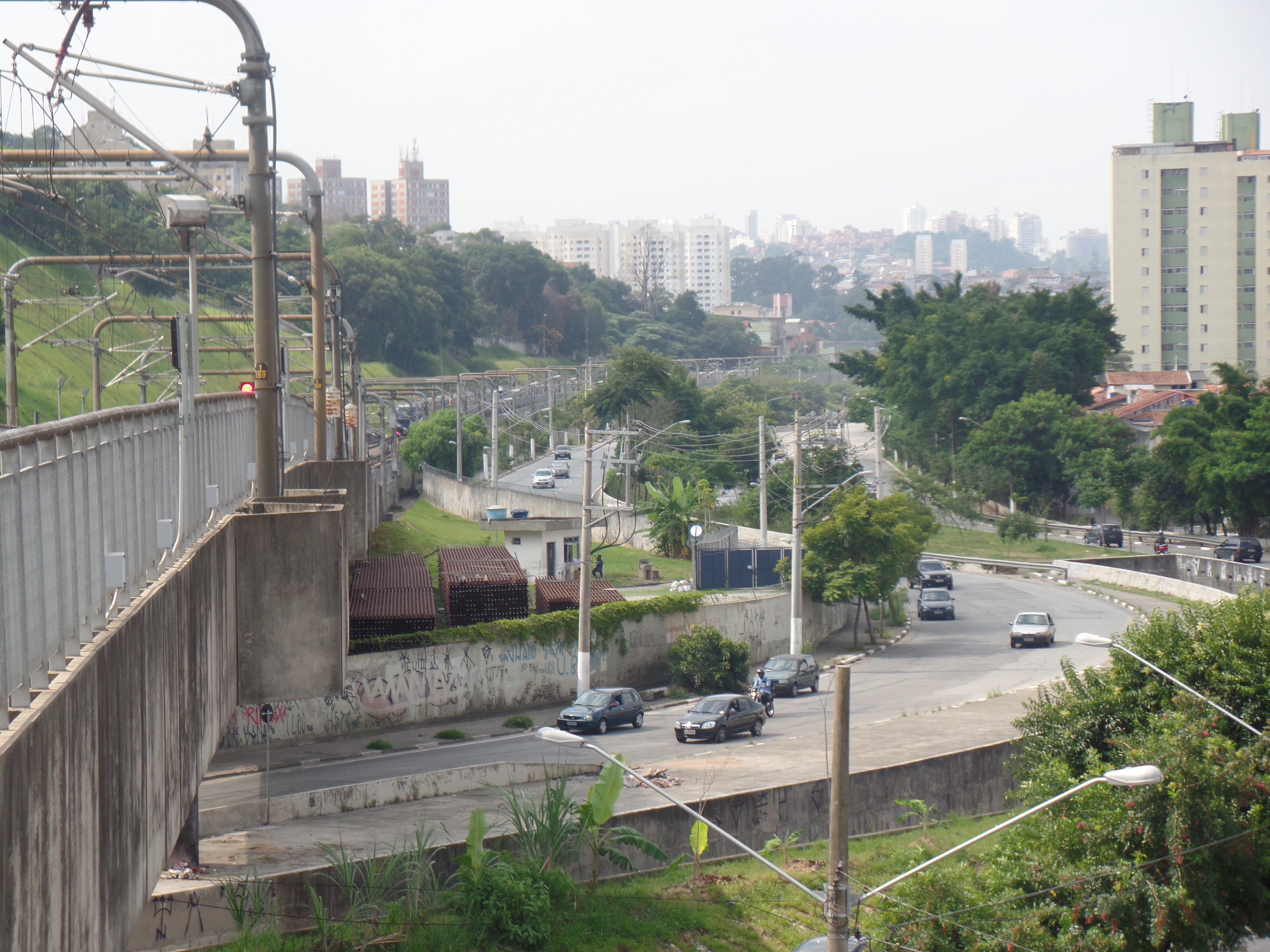
Cidade Auxiliadora, Capão Redondo

Do ponto zero do Capão Redondo, nas imediações da portaria do Parque Santo Dias, o litoral de São Paulo fica a exatos 49,4 quilômetros em linha reta. Os altos de Vila Mariana e do espigão mestre da Avenida Paulista podiam ser vistos onde foi erguido o primeiro edifício público no Capão Redondo no dia 2 de agosto de 1915, atual prédio da reitoria do UNASP. Os prédios da região do Morumbi e imediações da Vila Andrade impedem uma visão mais ampla do Centro da cidade.
É classificado pelo CRECI como "Zona de Valor E", assim como outros distritos da capital: Campo Limpo, Brasilândia e Itaim Paulista.

## Demografia
Evolução demográfica do distrito do Capão Redondo

## Cronologia
- 1827-1829: Imigrantes alemães instalam-se no sertão de Santo Amaro e duas famílias descendentes, os Teizen e os Klein, se estabelecem no Capão Redondo.

- 1908: Primeira corrida automobilística na América Latina nas imediações do Capão Redondo.

- 1911: Uma grande área do Capão Redondo do senador Herculano de Freitas é permutada com terras de Salvador Corrêa, que atualmente nomeia como praça a confluência de duas avenidas do distrito, antigo ponto final de ônibus vindos do Vale do Anhangabaú. Adão Correa, seu filho, foi inspetor de quarteirão e colportor e um dos moradores mais antigos do distrito.

- 1915: Início do Seminário Adventista, atual Centro Universitário Adventista de São Paulo (UNASP) sob a liderança de dois missionários da Igreja Adventista do Sétimo Dia, os pastores John Boehm e John Lipke. Este último está sepultado no Cemitério Santo Amaro e dá nome à Biblioteca Universitária da UNASP.

- 1917: Luz elétrica obtida por represamento do córrego da Moenda ilumina o Seminário Adventista e postes telefônicos instalados por estudantes desta instituição interligam o Capão Redondo a Santo Amaro.

- 1923: A fazenda modelo do Colégio Adventista importa gado holstein (vacas holandesas) dos Estados Unidos, iniciativa inédita no Brasil e em São Paulo.

- 1925: Início da produção de suco de uva e produtos integrais no Colégio Adventista que deu origem à Fábrica de Produtos Alimentícios, conhecida posteriormente como Superbom[8].

- 1929: Nasceu, no Capão Redondo, Eunice Michiles, a primeira senadora do Brasil depois da princesa Isabel, empossada em 1979, ex-aluna normalista e professora do Colégio Adventista Brasileiro.

- 1935: O interventor Armando Sales de Oliveira, anexa Santo Amaro e Capão Redondo ao município de São Paulo.

- 1942: Início da Escola São Vicente Paulo, mantida por católicos que formaram a Paróquia Nossa Senhora do Carmo.

- 1956: Construção da capela São José Operário. Doação do coronel Mário Rangel possibilita a construção da paróquia São José Operário em 1969.

- 1957: Asfaltamento da estrada de Itapecerica na gestão do governador Jânio da Silva Quadros.

- 1966: O líder sindical José Grigório de Jesus e dona Rosa fundam a Sociedade Assistencial do Capão Redondo, a mais antiga associação de bairro da região.

- 1970: Nasceu Pedro Paulo Soares da Silva, o rapper Mano Brown. Vocalista do grupo Racionais MC's, grupo de rap que surgiu em 1988 na cidade de São Paulo. Lançou, em 2007, o DVD Mil Trutas Mil Tretas.

- 1970: Chega, ao bairro, Marcos Tecora Teles, escritor e músico. Em 2011, lança seu primeiro livro, "Sob o Azul do Céu". Em 1999, funda a Banda Tecora e em 2006, funda a Coopermusp (Cooperativa de Músicos de Periferia). Em 2014, lança o Livro Palestra Lágrimas Futebol Clube, em comemoração ao centenário da Sociedade Esportiva Palmeiras. Em 2016, participa da Antologia Je Suis Rio, lançado em Paris pela Editora Anacaona.

- 1971: Fundação da EMEF Coronel Mário Rangel. Organização dos primeiros desfiles cívicos de rua.

- 1975: Nasceu, em São Paulo, Reginaldo Ferreira da Silva, o Ferréz, que, em 1999, fundou a 1DASUL, marca de roupa confeccionada integralmente no bairro. Escreveu o romance de sucesso "Capão Pecado".

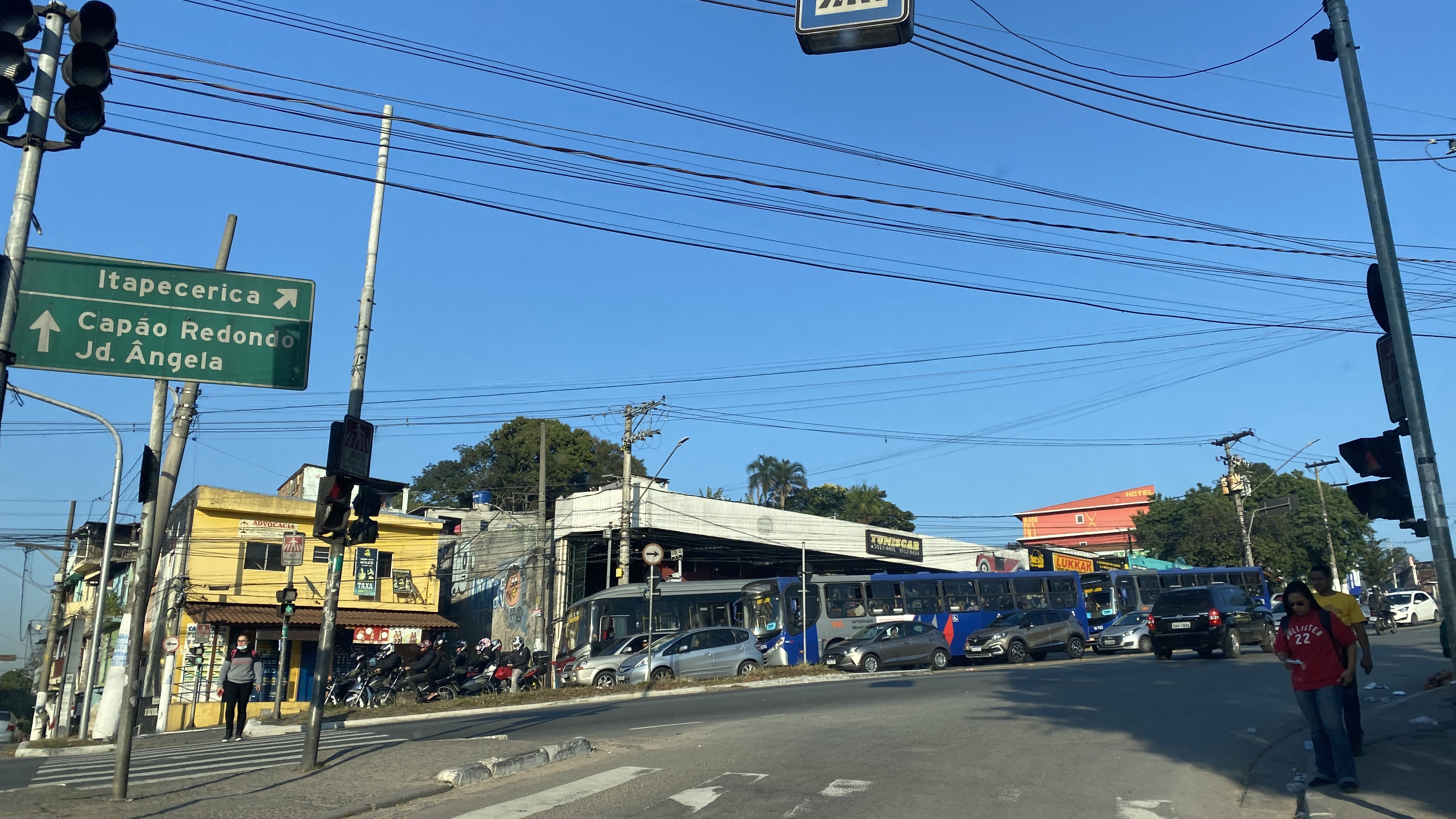
Início do Morro do S, Capão Redondo (SP)

- 1976: Nasceu, em São Paulo, Levi de Souza,  o Fuzzil, criador e responsável pela marca de roupa "Deeanto", e pelo Selo Editorial (A.P.L) Academia Periférica de Letras.  Autor dos livros : Um Presente Para O Gueto, Caturra,  Céu de Agosto, Um Abrigo Contra a Tempestade e Samba Rock Diverso.
- 1978: Inaugurado o 47º Distrito Policial na Estrada de Itapecerica, que funcionara até então sem edifício próprio nas imediações da Estrada de Itapecerica.

- 1979: Na gestão de Reinaldo de Barros, o Instituto Adventista de Ensino foi desapropriado: surge a COHAB Adventista na gestão Jânio Quadros (1986-89).

- 1981: Fundação do Centro de Direitos Humanos e Educação Popular de Campo Limpo (CDHEP).

- 1990: Início das obras do Hospital do Campo Limpo (Hospital Municipal Fernando Mauro Pires Rocha.)

- 1992: Inauguração do Parque Santo Dias, originária da antiga fazenda preservada pelo UNASP com 134 000 metros quadrados.

- 1994: Inauguração da Avenida Carlos Caldeira Filho.

- 1996: Primeira Caminhada Pela Vida e Pela Paz. Surge o Fórum em Defesa da Vida contra a Violência.

- 1998: Inauguração do Terminal Capelinha.

- 2000: Implantação do Telecentro e do Programa de Saúde da Família (PSF) com o IAE-UNASP.

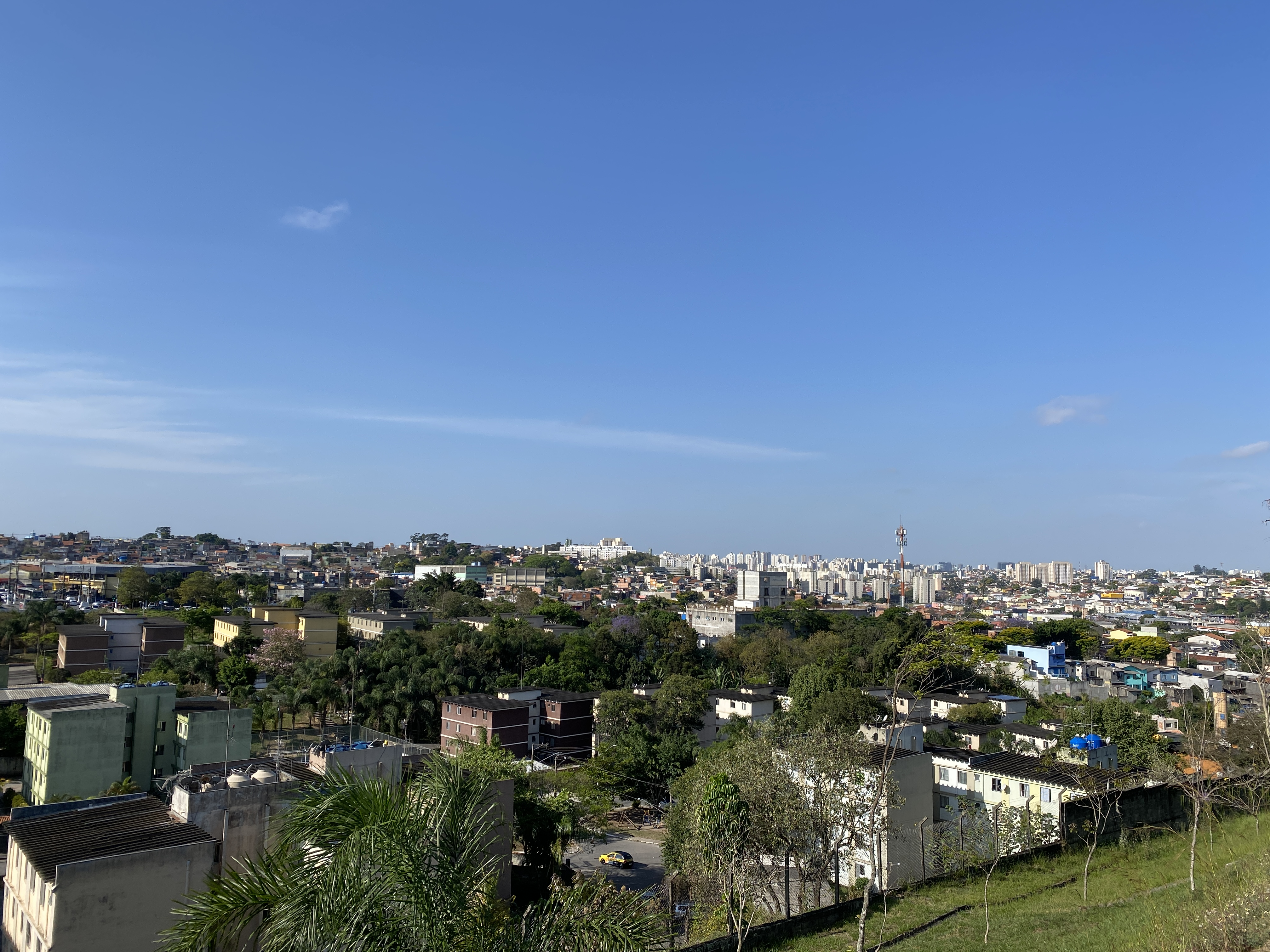
COAHBs Adventistas no Capão Redondo, ao lado da fábrica Superbom

- 2001: Decreto Municipal instituindo o Dia do Capão Redondo, 30 de abril.

- 2002: Início das operações da Linha 5-Lilás do Metrô de São Paulo. A linha começa no próprio Capão Redondo, que inclusive é onde fica localizado um dos pátios de manutenção dos trens da linha, o Pátio Capão Redondo (PCR).

- 2004: Inaugurada a Praça de Atendimento da Subprefeitura do Campo Limpo.

- 2005: O Grupo Organizado de Valorização à Vida (GOVV), força-tarefa comunitária que envolve representantes do Ministério Público, Polícias Militar e Civil, além de líderes comunitários, luta pela lei seca, que fecha os bares às 22 horas, reduzindo a violência no Capão Redondo e Jardim Ângela.

- 2006: Shopping Campo Limpo é aberto ao público, ocupando o espaço do antigo supermercado Sé.

- 2008: Inauguração: do CEU Cantos do Amanhecer, que iniciou as aulas em fevereiro de 2008; do CEU Feitiço da Vila, inaugurado em 7 de junho de 2008; e do CEU Capão Redondo, inaugurado em 14 de dezembro de 2008.

- 2009: Segundo o cadastro do Programa de Saúde da Família, a população do Capão Redondo ultrapassa 300 000 moradores, embora as projeções do IBGE indiquem para 2010 uma população estimada em 289 000 habitantes.

- 2014: Inauguração das instalações provisórias do SESC Campo Limpo, próximo ao Shopping Campo Limpo.
- 2014: É inaugurada a primeira loja da rede de restaurantes McDonald's no bairro.

## Documentários e reportagens sobre o Capão Redondo
- Capão: Sintonia da Quebrada.  Dir. Camilo Tavares. Pactual Secretaria Municipal da Educação. Secretaria Municipal da Cultura. 2007.
- Mil Trutas, Mil Tretas.  Dir. Mano Brown. Ano; 2007.
- Reportagem "110 anos do Capão Redondo" no programa Antena Paulista, jornalista Guilherme Pimentel, 22 de maio de 2022.
- Canal Planeta Novo, episódio "Capão Redondo". 2021.